# Марёй-сюр-ле-Дисе (кантон)
Марёй-сюр-ле-Дисе (фр. Mareuil-sur-Lay-Dissais) — кантон во Франции, находится в регионе Пеи-де-ла-Луар, департамент Вандея. Расположен на территории трех округов: две коммуны входят в состав округа Ла-Рош-сюр-Йон, двенадцать – в состав округа Ле-Сабль-д'Олон, двенадцать – в состав округа Фонтене-ле-Конт.

## История
Кантон Марёй-сюр-ле-Дисе был создан в 1790 году и его состав несколько раз менялся. Современный кантон Марёй-сюр-ле-Дисе образован в результате реформы 2015 года.
С 1 января 2016 года состав кантона изменился: коммуны Сен-Флоран-де-Буа и Шайе-су-ле-Ормо образовали новую коммуну Рив-де-л’Йон; с 1 января 2022 года коммуны Л’Эгийон-сюр-Мер и Ла-Фот-сюр-Мер образовали новую коммуну Л’Эгийон-ла-Прескиль.

## Состав кантона с 1 января 2022 года
В состав кантона входят коммуны (население по данным Национального института статистики за 2019 г.):
- Англь (2 828 чел.)
- Бессе (439 чел.)
- Корп (1 014 чел.)
- Кюрзон (538 чел.)
- Л’Эгийон-ла-Прескиль (2 726 чел.)
- Ла-Бретоньер-ла-Кле (573 чел.)
- Ла-Буасьер-де-Ланд (1 417 чел.)
- Ла-Жоншер (461 чел.)
- Ла-Кутюр (224 чел.)
- Ла-Транш-сюр-Мер (2 904 чел.)
- Ле-Шам-Сен-Пер (1 857 чел.)
- Ле-Живр (489 чел.)
- Ле-Пино (660 чел.)
- Ле-Таблье (740 чел.)
- Марёй-сюр-ле-Дисе (2 792 чел.)
- Мутье-ле-Мофе (2 212 чел.)
- Мутье-сюр-ле-Ле (761 чел.)
- Пео (608 чел.)
- Рив-де-л’Йон (4 217 чел.)
- Роне (645 чел.)
- Сен-Бенуа-сюр-Мер (493 чел.)
- Сен-Венсан-сюр-Граон (1 535 чел.)
- Сен-Сир-ан-Тальмонде (394 чел.)
- Сент-Авогур-де-Ланд (1 082 чел.)
- Сент-Пексин (278 чел.)
- Шато-Гибер (1 506 чел.)

## Политика
На президентских выборах 2022 г. жители кантона отдали в 1-м туре Эмманюэлю Макрону 31,5 % голосов против 26,9 % у Марин Ле Пен и 14,6 % у Жана-Люка Меланшона; во 2-м туре в кантоне победил Макрон, получивший 55,3 % голосов. (2017 год. 1 тур: Франсуа Фийон – 24,6 %, Эмманюэль Макрон – 24,5 %, Марин Ле Пен – 21,5 %, Жан-Люк Меланшон – 15,2 %; 2 тур: Макрон – 64,3 %. 2012 год. 1 тур: Николя Саркози — 32,6 %, Франсуа Олланд — 24,0 %, Марин Ле Пен — 17,6 %; 2 тур: Саркози — 55,5 %).
С 2021 года кантон в Совете департамента Вандея представляют мэр коммуны Сент-Авогур-де-Ланд Эрик Адриан (Éric Adrian) и мэр коммуны Мутье-сюр-ле-Ле Брижит Ибер (Brigitte Hybert) (оба – Разные правые).
|                | Кандидаты                      | Партия                   | Первый тур | Первый тур     | Второй тур | Второй тур |
| Кол-во голосов | Кандидаты                      | Партия                   | % голосов  | Кол-во голосов | % голосов  |            |
| -------------- | ------------------------------ | ------------------------ | ---------- | -------------- | ---------- | ---------- |
|                | Эрик Адриан Брижит Ибер        | Разные правые            | 4 652      | 54,22          | 6 098      | 74,76      |
|                | Изабель Маньен Филипп Тайдюмье | Национальное объединение | 2 091      | 24,37          | 2 059      | 25,24      |
|                | Фредерика Вольтс Юбер Фонтана  | Левый блок               | 1 837      | 21,41          |            |            |

|                | Кандидаты                      | Партия                  | Первый тур | Первый тур     | Второй тур | Второй тур |
| Кол-во голосов | Кандидаты                      | Партия                  | % голосов  | Кол-во голосов | % голосов  |            |
| -------------- | ------------------------------ | ----------------------- | ---------- | -------------- | ---------- | ---------- |
|                | Марсель Годючо Брижит Ибер     | Правый блок             | 6 474      | 49,16          | 8 594      | 70,47      |
|                | Мишель Мерсье Жозеф Фере       | Национальный фронт      | 3 439      | 26,11          | 3 601      | 29,53      |
|                | Амели Делавернь Жимми Рабаллан | Социалистическая партия | 2 050      | 15,57          |            |            |
|                | Фредерика Вольтс Ноэ Жотро     | Левый фронт             | 1 207      | 9,16           |            |            |